# هورودنيا

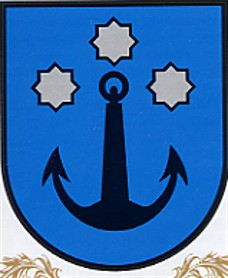

هورودنيا (Городня) هي مدينة في تشرنيهيف أوبلاست في أوكرانيا ،  تم بناء أول مصفاة لتكرير السكر في أوكرانيا في هذه المدينة.
يبلغ عدد سكانها حوالي 13281 نسمة، وتشتهر بإنتاج ألياف الكتان، والطوب، والمواد الغذائية، ومنتجات الألبان، والمنتجات الخشبية، ومعالجة أحجار «اللابرادوريت» الذي يعد من الأحجار الكريمة.